# Wilhelm Bazille

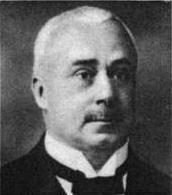
Wilhelm Bazille

Wilhelm Bazille als Verbindungsstudent der Virtembergia Tubingensis um das Jahr 1895

Wilhelm Bazille (ˈvɪlhɛlm ba.ziː) (* 25. Februar 1874 in Esslingen am Neckar; † 1. Februar 1934 in Stuttgart) war ein deutscher Jurist und Politiker (DNVP).

## Leben
Wilhelm Bazille war der Sohn des aus Savoyen stammenden Metallfacharbeiters Peter Franz Bazille (1839–1917) und der Württembergerin Anna Amalia Rieb (1843–1921). Er wuchs in Geislingen an der Steige auf, wo sein Vater Werkmeister bei der Württembergischen Metallwarenfabrik (WMF) war. Nach der 1892 bestandenen Reifeprüfung in Ulm studierte Bazille Rechts- und Staatswissenschaften in Tübingen und München. Während seines Studiums wurde er Mitglied der Studentenverbindung A.V. Virtembergia zu Tübingen.
Aus gesundheitlichen Gründen wurde Bazille vom Militärdienst befreit. 1899 trat er als Amtmann in Mergentheim in den Staatsdienst ein und wechselte 1900 nach Stuttgart, wo er ab 1911 als Regierungsrat beim Landesgewerbeamt tätig war. Während des Ersten Weltkriegs war er von 1914 bis 1918 Präsident der Zivilverwaltung in der besetzten belgischen Provinz Limburg.
Bazille trat zunächst den Jungliberalen bei und gründete 1919 die Württembergische Bürgerpartei, welche seit 1920 eine Landesgruppe der Deutschnationalen Volkspartei (DNVP) war. Er war von 1919 bis 1932 Mitglied des württembergischen Landtags (MdL) und von 1920 bis 1930 Mitglied des Reichstags (MdR). Bis 1930 versah er seine Mandate in der Landtagsfraktion der Bürgerpartei beziehungsweise in der Reichstagsfraktion der DNVP. Von 1930 bis 1932 war er fraktionslos.
Am 3. Juni 1924 wurde Bazille als Nachfolger von Edmund Rau zum Staatspräsidenten von Württemberg gewählt und bildete eine Koalition aus Bürgerpartei, Bauernbund und Zentrum. Wegen der hohen Wahlniederlage der Bürgerpartei bei der Landtagswahl am 20. Mai 1928 gab Bazille das Amt des Staatspräsidenten am 8. Juni 1928 an seinen Koalitionspartner Eugen Bolz vom Zentrum ab, der eine weitere Kooperation mit den Konservativen befürwortete. Bazille blieb noch bis zum Ende der Regierung Bolz am 11. März 1933 württembergischer Kultminister.
Aufgrund innerparteilicher Gegensätze zu Alfred Hugenberg trat er 1930 aus der Bürgerpartei aus. Nach seinem Rückzug aus der Politik arbeitete er über Verfassung und Staatsrecht in Württemberg sowie über das Staatsangehörigkeitsrecht. Im Jahre 1932 verfasste er ein politisches Testament, in dem er sich auch zum Nationalsozialismus äußert, allerdings recht zwiespältig, teils sogar wohlwollend. Bazille beging am 1. Februar 1934 Suizid. Sein Grab befindet sich auf dem Stuttgarter Pragfriedhof.
Bazille heiratete 1912 Lilly Ensinger (1884–1976), von der er drei Kinder bekam. Sein Sohn Helmut Bazille gehörte von 1949 bis 1969 für die SPD dem Deutschen Bundestag an.

## Siehe auch

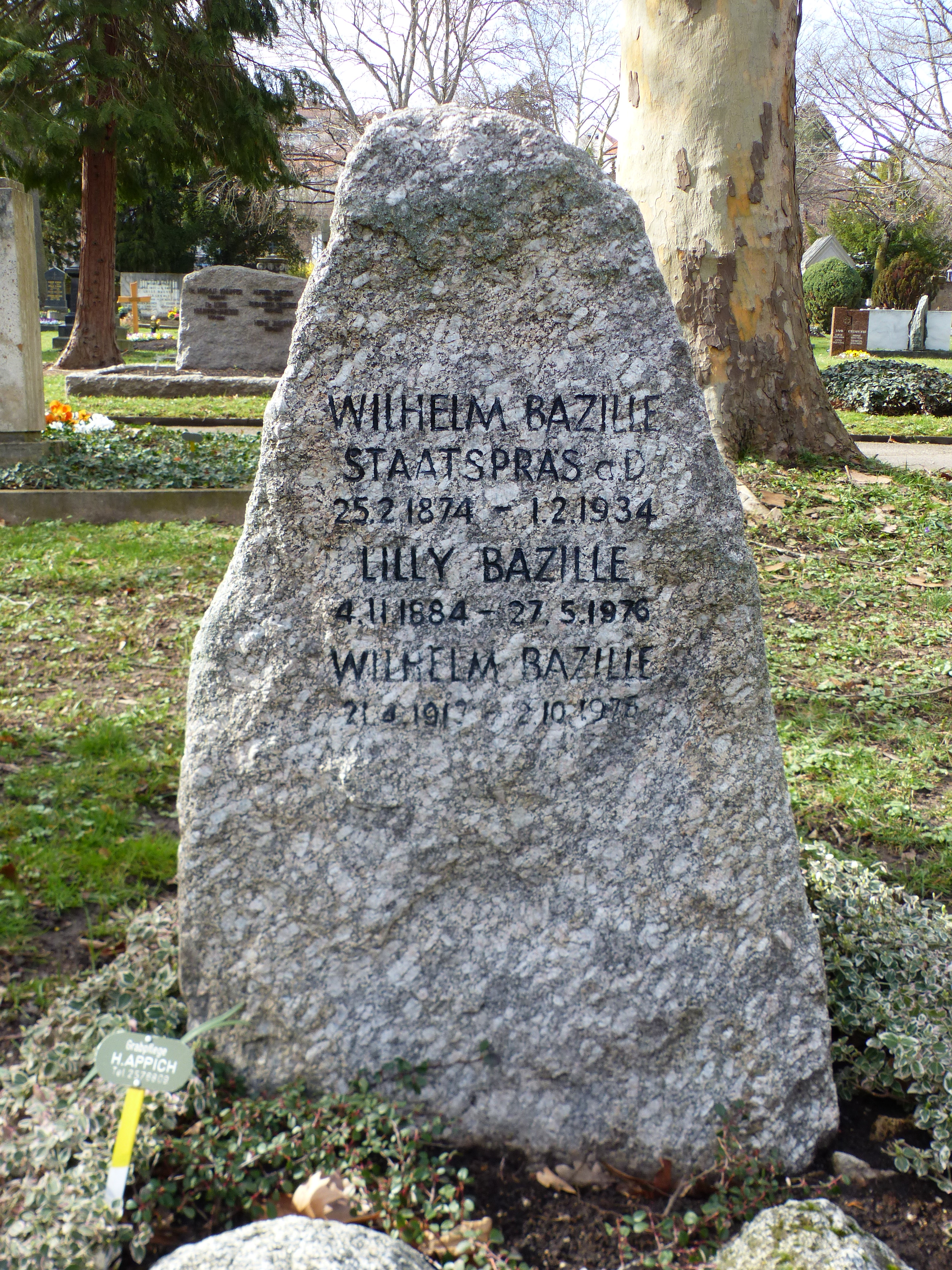
Grabstein auf dem Stuttgarter Pragfriedhof